# Trimetopon simile
Espèce
Statut de conservation UICN

 EN B1ab(iii) : En danger
Trimetopon simile  est une espèce de serpents de la famille des Dipsadidae.

## Répartition
Cette espèce est endémique du Costa Rica.

## Description
Dans sa description Dunn indique que le spécimen en sa possession mesure 155 mm dont 50 mm pour la queue.

## Publication originale
- Dunn, 1930 : New snakes from Costa Rica and Panamá. Occasional Papers of the Boston Society of Natural History, vol. 5, p. 329-332 (texte intégral).